# Lost (Trentemøller)
Lost è il terzo album in studio del musicista danese Trentemøller, pubblicato il 23 settembre 2013 dalla In My Room.

## Descrizione
L'album segna un'ulteriore sviluppo delle sonorità affrontate nel precedente Into the Great Wide Yonder, dando spazio alla componente più soft e pop della produzione dell'artista, e si caratterizza per la maggiore presenza di parti vocali, affidate a vari ospiti internazionali come Johnny Pierce dei The Drums, Kazu Makino dei Blonde Redhead, i Low e Sune Rose Wagner dei The Raveonettes. Non mancano tuttavia brani strumentali da sonorità più pesanti, come Still on Fire, Trails o Morphine, dominate da chitarre e basso distorti e da sintetizzatori cupi.

## Promozione
In anticipazione all'album, il 28 maggio 2013 Trentemøller ha pubblicato il primo singolo Never Stop Running, realizzato con la partecipazione del frontman dei The Drums Johnny Pierce e reso dapprima disponibile per il download digitale e in seguito anche in formato 7". Il 14 giugno ha tenuto la prima data del tour in supporto a Lost presso l'Hultsfred Festival in Svezia, terminando a fine agosto allo Zurich Open Air in Svizzera. Il 9 settembre è stata la volta del secondo singolo Candy Tongue, quarta traccia del disco, mentre la settimana seguente l'intero album è stato reso disponibile per l'ascolto in anteprima su Pitchfork.
L'album è stato pubblicato il 23 settembre sia in edizione fisica che digitale, venendo accompagnato a novembre dalla relativa versione strumentale, distribuita su vinile e download digitale. Il 9 dicembre è stato estratto come terzo singolo Gravity, accompagnato da una versione remixata dai Pinkunoizu.
Tra marzo e aprile 2014 Trentemøller si è esibito negli Stati Uniti d'America e intorno allo stesso periodo ha pubblicato il proprio remix di River of Life; a maggio è stato pubblicato l'ultimo singolo Deceive, accompagnato dal relativo videoclip diretto da Andreas Emenius, mentre tra giugno e luglio 2014 si è svolta la tappa europea per l'album.

## Tracce
Musiche di Anders Trentemøller.
1. The Dream (feat. Low) – 6:52 (testo: Mimi Parker, Alan Sparhawk)
2. Gravity (feat. Jana Hunter of Lower Dens) – 5:49 (testo: Jana Hunter)
3. Still on Fire – 5:27
4. Candy Tongue (feat. Marie Fisker) – 4:36 (testo: Marie Fisker)
5. Trails – 7:12
6. Never Stop Running (feat. Johnny Pierce of The Drums) – 3:38 (testo: Johnny Pierce)
7. River of Life (feat. Ghost Society) – 4:54 (testo: Sara Savery, Tobias Wilner)
8. Morphine – 6:12
9. Come Undone (feat. Kazu Makino of Blonde Redhead) – 4:33 (testo: Kazu Makino)
10. Deceive (Sune Rose Wagner of The Raveonettes) – 4:44 (testo: Sune Rose Wagner)
11. Constantinople – 3:59
12. Hazed – 13:31

## Formazione
Hanno partecipato alle registrazioni, secondo le note di copertina:
- Anders Trentemøller – strumentazione, produzione, missaggio
- Jeppe Brix – chitarra aggiuntiva (tracce 1 e 4)
- Mimi Parker – voce (traccia 1)
- Alan Sparhawk – voce (traccia 1)
- Jakob Høyer – chitarra aggiuntiva (tracce 2, 5 e 7), batteria (tracce 2 e 5)
- Lisbet Fritze – chitarra aggiuntiva (traccia 2)
- Mads Hyhne – trombone (traccia 2)
- Jana Hunter – voce (traccia 2)
- Anders "AC" Christensen – basso aggiuntivo (tracce 3, 4 e 6)
- Marie Fisker – voce (traccia 4)
- Johnny Pierce – voce (traccia 6)
- Sara Savery – voce (traccia 7)
- Tobias Wilner – voce (traccia 7)
- Kazu Makino – voce (traccia 9)
- Sune Rose Wagner – voce (traccia 10)

## Classifiche
| Classifica (2010)         | Posizione massima |
| ------------------------- | ----------------- |
| Austria                   | 63                |
| Belgio (Fiandre)          | 40                |
| Belgio (Vallonia)         | 40                |
| Danimarca                 | 2                 |
| Francia                   | 152               |
| Germania                  | 65                |
| Paesi Bassi               | 85                |
| Regno Unito (dance)       | 33                |
| Regno Unito (independent) | 47                |
| Svizzera                  | 38                |